# Vintage Sports-Car Club
Le Vintage Sports-Car Club ou VSCC est un club de course automobile britannique actif qui organise des événements, à la fois compétitifs et sociaux, dans tout le Royaume-Uni. Ce club est destiné principalement, mais pas exclusivement, aux voitures d'avant 1940.
Le club est créé en octobre 1934 par cinq membres fondateurs : Colin Nicholson, Bruce Nicholson, Ned Lewis, Harry Bowler et Vivian Brookes. Le VSCC est initialement connu sous le nom de Veteran Sports-Car Club, mais en un mois, en novembre 1934, il est devenu connu sous le nom de Vintage Sports-Car Club, pour éviter toute confusion avec le Veteran Car Club de Grande-Bretagne,.
L'objectif du club est de promouvoir le passe-temps et la passion de l'automobile. Le VSCC a été créé pour permettre aux "moins riches" de profiter de l'automobile historique,. Tim Carson a rejoint le comité en 1935 et Tom Rolt en 1938, Sammy Davis étant devenu président en 1937.
Les règles du club font qu'il est principalement destiné aux voitures construites avant 1931. Cela reste généralement en vigueur, bien que les voitures construites avant la Seconde Guerre mondiale mais conformes aux normes établies en 1931 soient également autorisées à concourir,.
En 2019, donc avant les perturbations du Covid 19, 43 événements ont eu lieu en Écosse, en Angleterre et au Pays de Galles. Des courses sont organisées sur des sites tels que Silverstone (Spring Start en avril), Oulton Park et Donington Park. Des essais sportifs avaient lieu sur des sites hors route, notamment lors du Scottish Trial, au Derbyshire, aux Herefordshire, Welsh, à Lakeland et au Cotswold Trials. Des courses de vitesse et des sprints avaient également lieu à Brooklands, à Shelsley Walsh, à Prescott, à Brands Hatch, à Loton Park et lors du Bicester Heritage. Les rallyes de navigation compétitifs, ouverts à toutes les voitures d'avant-guerre, comprenaient des événements organisés dans le Leicestershire, le Hertfordshire et au Pays de Galles.

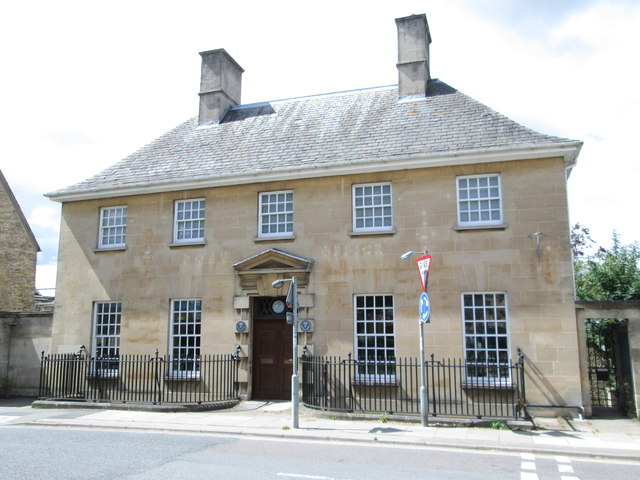
Le siège du Vintage Sports-Car Club sis dans l'ancien bureau de poste à Chipping Norton.

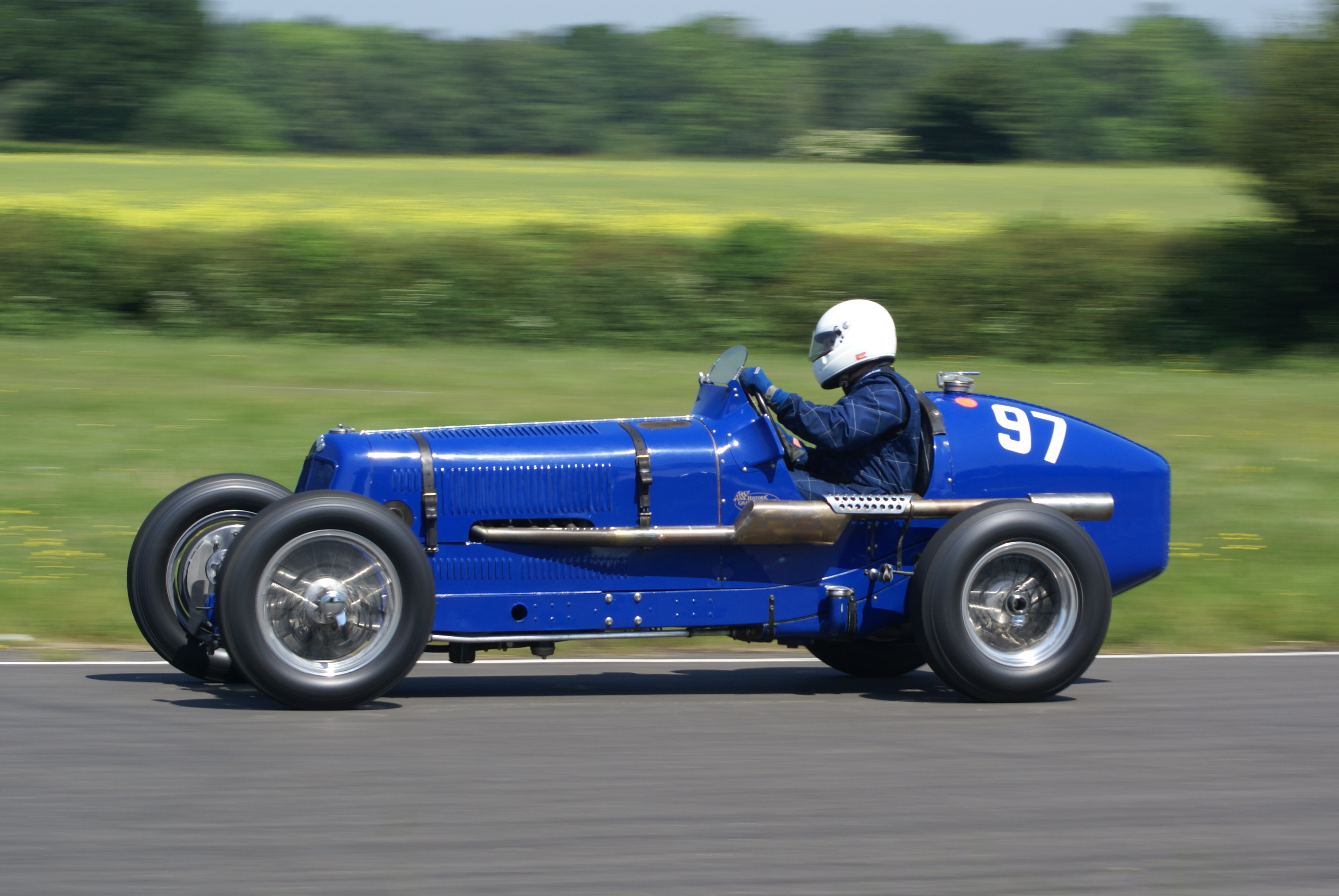
Une E.R.A 12C de 1937 lors des Speed Trials du VSCC de Curborough en 2009.

La montée de Cwmwhitton Hill Climb en 2014 organisée par le VSCC
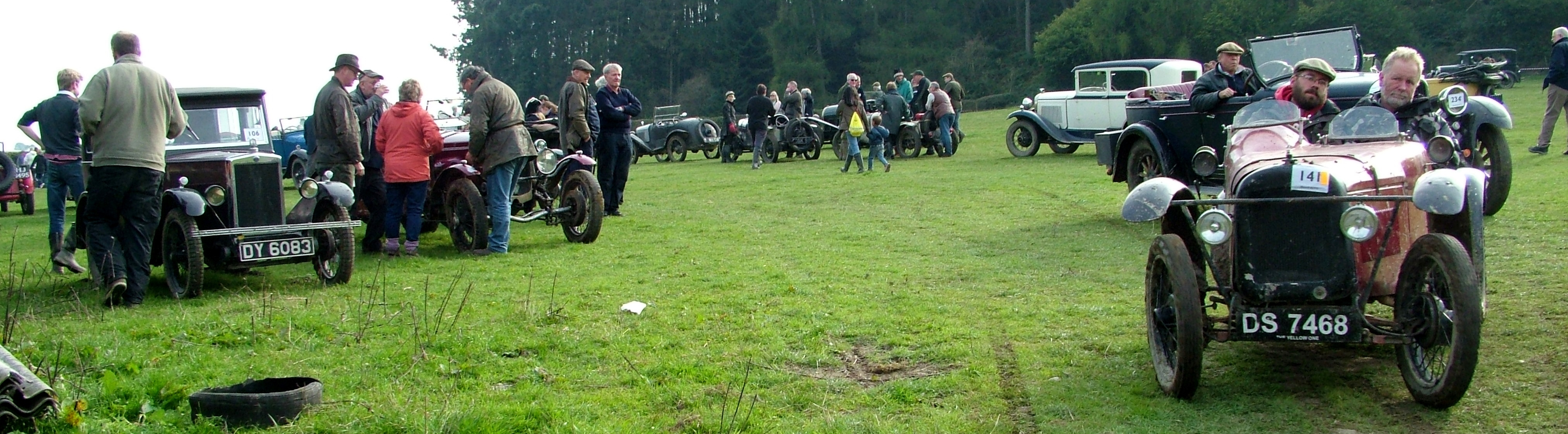
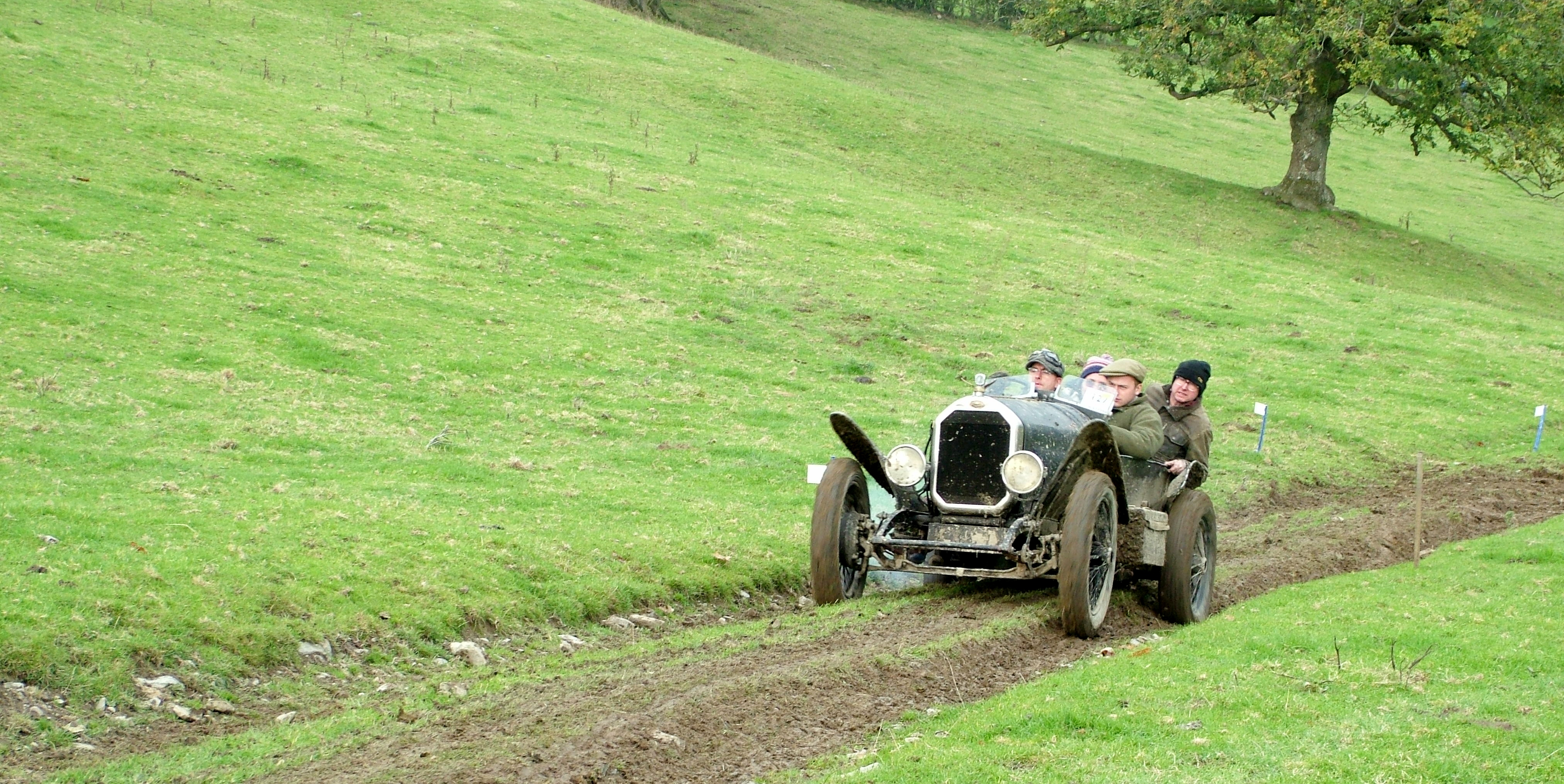
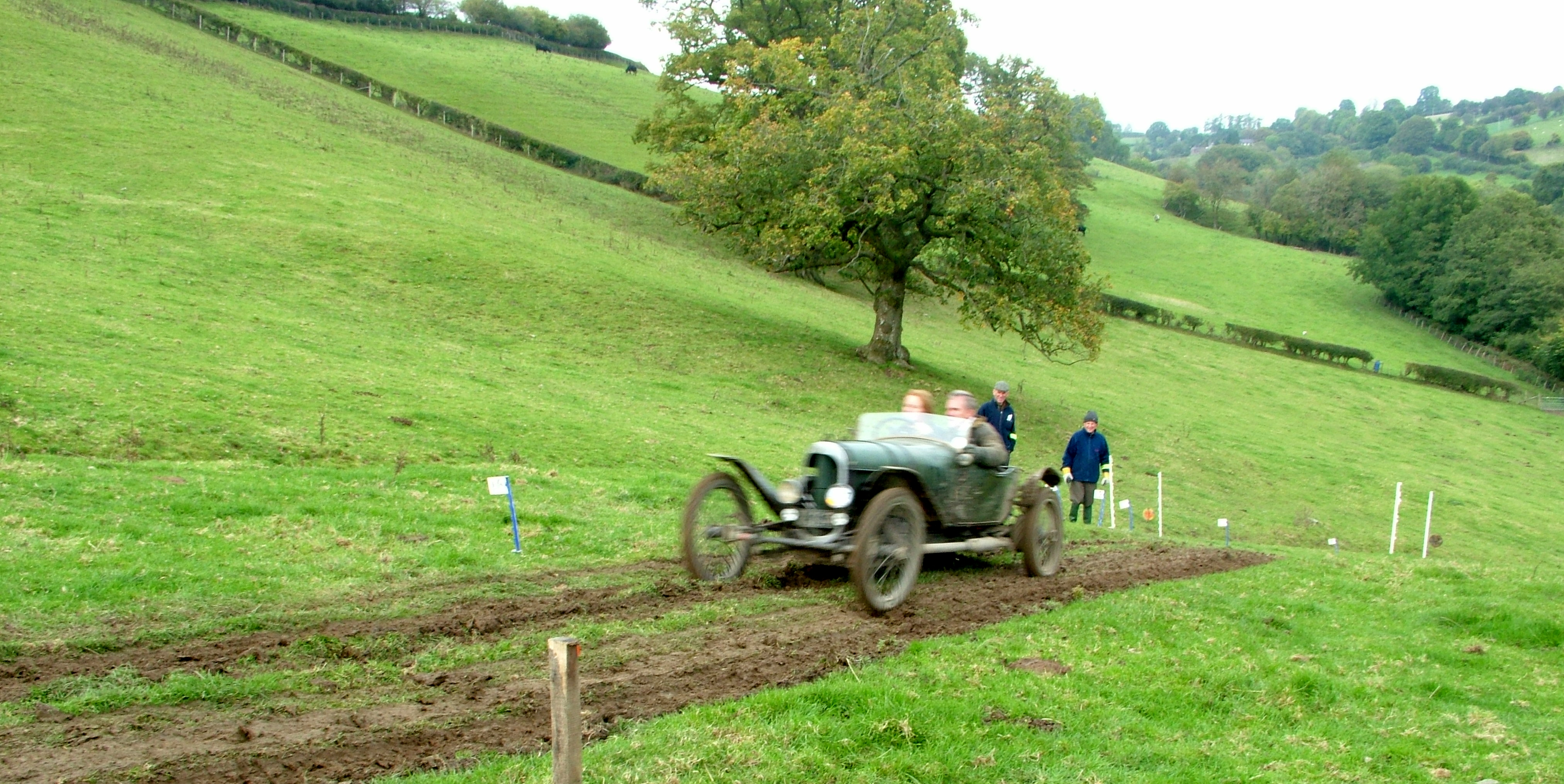
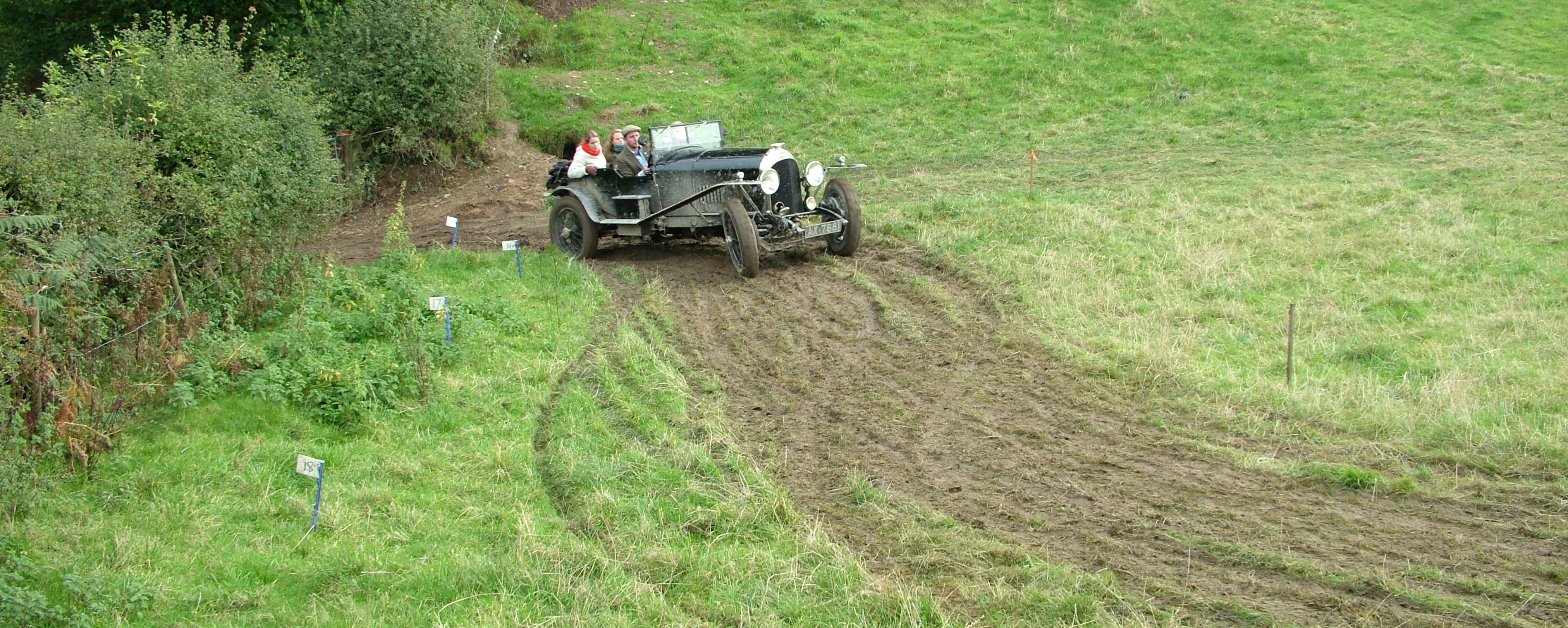
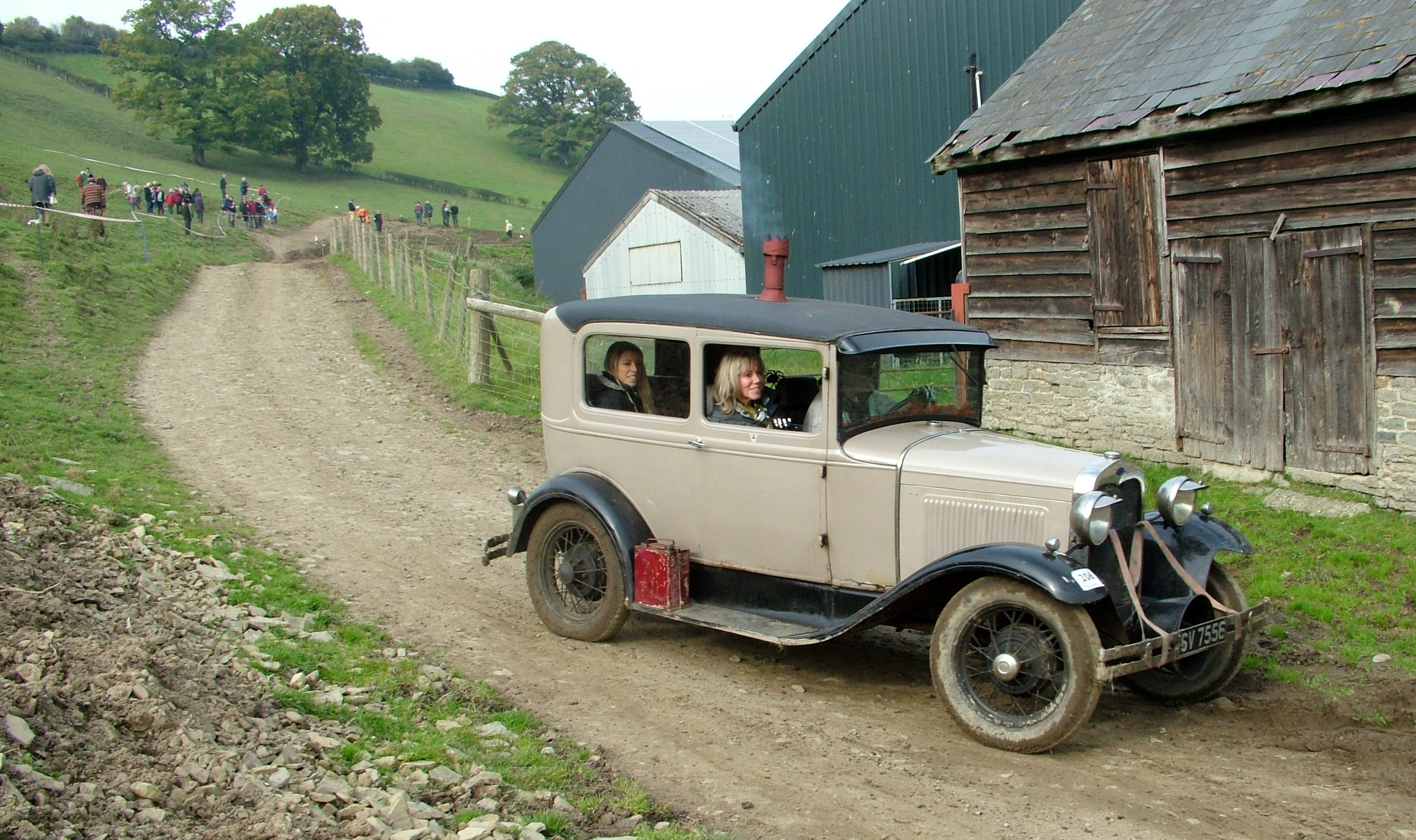
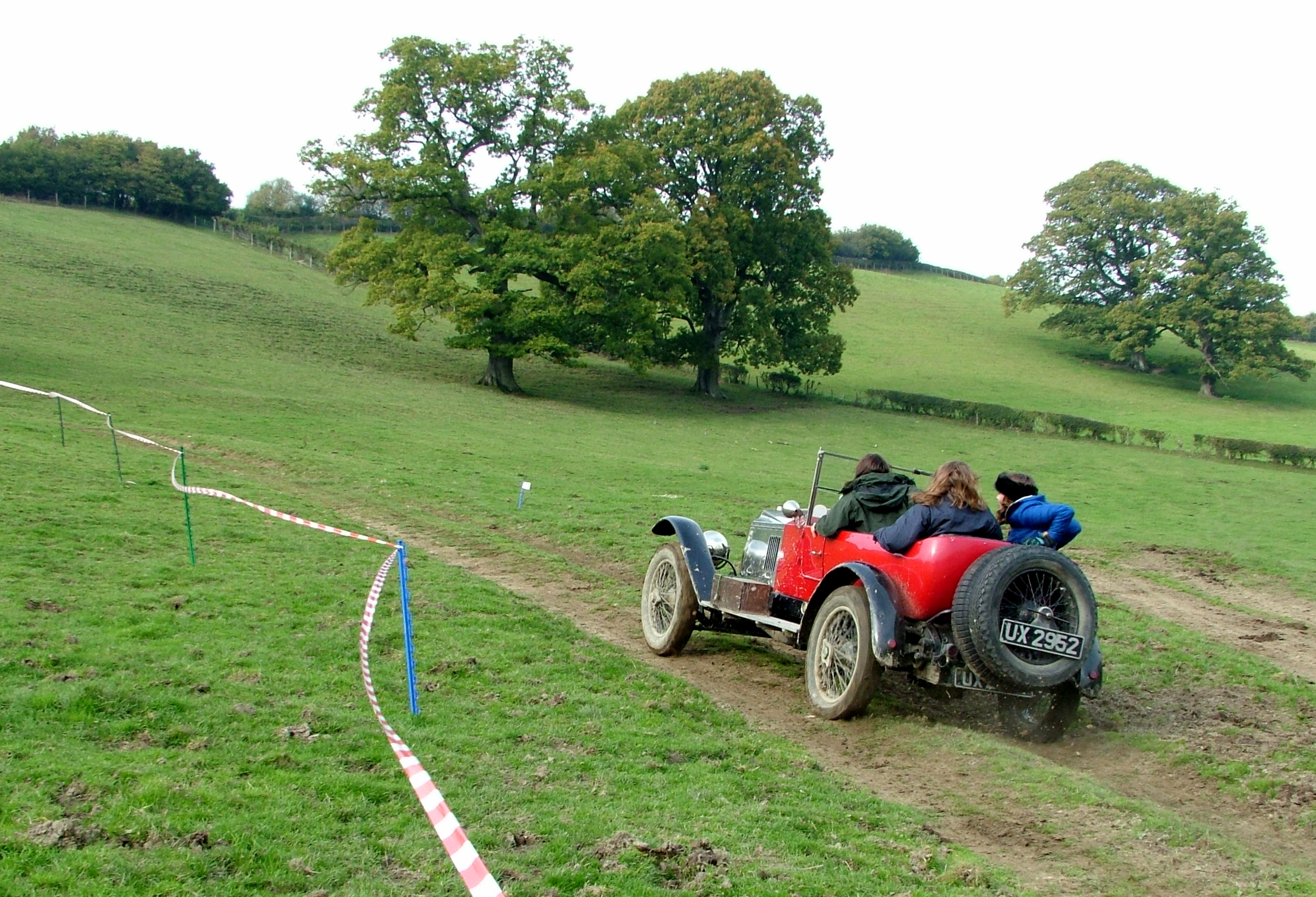
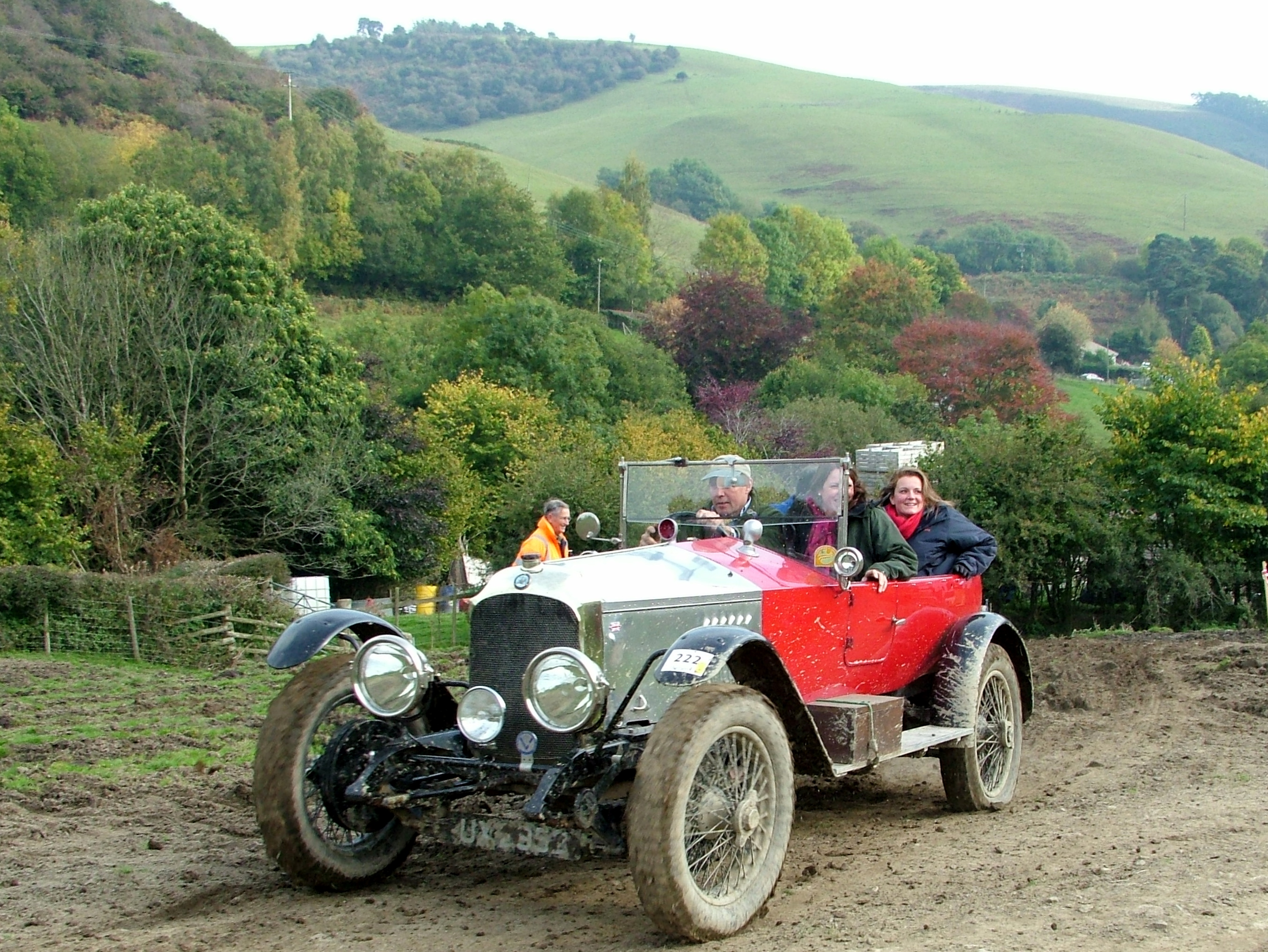

Des courses sociales non compétitives ont aussi lieu dans plusieurs régions, comme l'Écosse. De manière plus informelle, il y a de nombreuses réunions mensuelles dans des pubs, auxquelles assistent les membres dans toute la Grande-Bretagne.
En plus des événements sociaux (visites et rassemblements « Concours »), le club, qui compte quelque 5 600 membres, organise régulièrement une série de compétitions automobiles telles que des tests de conduite, des courses de côte, des courses, des rallyes routiers, des essais et sprints. Leur course la plus célèbre a lieu sur le circuit de Silverstone en avril de chaque année.